# BCL2L10
BCL2L10‏ (BCL2 like 10) هوَ بروتين يُشَفر بواسطة جين BCL2L10 في الإنسان.